# 6206 Corradolamberti
6206 Corradolamberti este un asteroid din centura principală de asteroizi.

## Descriere
6206 Corradolamberti este un asteroid din centura principală de asteroizi. A fost descoperit pe 15 octombrie 1985 la Stația Anderson Mesa de Edward L. G. Bowell. Asteroidul prezintă o orbită caracterizată de o semiaxă mare de 2,83 ua, o excentricitate de 0,04 și o înclinație de 1,1° în raport cu ecliptica.